# Доњи Корићани (Травник)
Доњи Корићани је насељено место у Босни и Херцеговини, у општини Травник. Административно припада Федерацији Босне и Херцеговине, односно њеном Средњобосанском кантону. Према попису становништва из 2013. у насељу је било 10 становника, а већинску популацију пре рата чинили су Срби.
Након рата у БиХ 1995. највећи део села Корићани припао је Републици Српској, односно њеној општини Кнежево.

## Становништво
По последњем службеном попису становништва из 2013. године у овом насељу живело је 11 становника, а село је пре рата било етнички хомогено са већинском српском популацијом.
| Националност | 2013.     | 1991.        | 1981.        | 1971.        |
| Срби         | 10 (100%) | 477 (72,60%) | 428 (72,79%) | 470 (77,30%) |
| Хрвати       | —         | 173 (26,33%) | 151 (25,68%) | 134 (22,04%) |
| Бошњаци      | —         | 0            | 0            | 3 (0,49%)    |
| Југословени  | —         | 7 (1,06%)    | 8 (1,36%)    | 0            |
| остали       | —         | 0            | 1 (0,17%)    | 1 (0,16%)    |
| Укупно       | 10        | 657          | 588          | 608          |